# Matteo Arpe
Matteo Arpe (Milano, 3 novembre 1964) è un banchiere e dirigente d'azienda italiano.

## Biografia
Arpe è laureato in economia aziendale presso l'Università Bocconi. Ha iniziato la sua carriera professionale presso Mediobanca, dove lavora dal 1987 al 2000, con incarichi crescenti, fino a ricoprire il ruolo di direttore centrale finanza straordinaria. Ha un fratello,  Fabio, e tre figli, Elena, Riccardo e Alessandro.
Nel 2000 entra a far parte di Lehman Brothers con la responsabilità dell'area strategic equity a livello europeo.
Nel 2001 approda al Gruppo Banca di Roma come amministratore delegato del Mediocredito Centrale (oggi rinominata MCC) e come direttore generale della costituenda holding.
L'anno seguente viene nominato direttore generale di Capitalia e nel 2003 amministratore delegato.
Dal 2004 è docente a contratto presso la Facoltà di Economia della Libera università internazionale degli studi sociali Guido Carli (Luiss), dove è titolare dell'insegnamento di Economia delle Aziende di Credito.
Nel 2006 si mostra contrario all'ipotesi di fusione con Banca Intesa e in funzione difensiva acquista sul mercato il 2% delle azioni dell'istituto di credito milanese, bloccando di fatto ipotesi di scalate ostili.
A febbraio 2007 l'avvocato Ripa di Meana (presidente del patto di sindacato di Capitalia) lo invita alle dimissioni su richiesta del presidente Cesare Geronzi, senza spiegare il motivo della richiesta. Matteo Arpe rifiuta di dimettersi. Il 22 febbraio è quindi convocata la riunione del patto di sindacato per sfiduciarlo. I mercati reagiscono molto male alla notizia, ma anche i dipendenti della Banca manifestano in favore dell'amministratore delegato. Lo stesso patto di sindacato è diviso al suo interno. La riunione ha quindi un esito imprevisto: il patto di sindacato conferma la fiducia ad Arpe. Al fine di dare una via d'uscita al presidente Cesare Geronzi, il cui tentativo è stato sconfessato, Arpe scrive una lettera di chiarimenti in cui ribadisce la correttezza del proprio operato.
Il 20 maggio 2007 i Consigli di Amministrazione di Capitalia e Unicredito Italiano, riunitisi a Milano e a Roma rispettivamente, hanno approvato il progetto di fusione per incorporazione di Capitalia S.p.A. in UniCredito Italiano S.p.A. sulla base di un rapporto di concambio di 1,12 nuove azioni ordinarie di UniCredito per ogni azione ordinaria di Capitalia. Matteo Arpe si dimette quindi dalla carica di amministratore delegato.
Il 6 novembre 2007 fonda insieme ad un gruppo di partner un nuovo gruppo finanziario dal nome di Sator, la società con sede a Roma ed uffici a Milano e a Londra, con lo stesso Arpe amministratore delegato e l'economista Luigi Spaventa presidente. La nuova società riunisce un gruppo di professionisti di società finanziarie italiane e internazionali. Ha come core business il private equity e l'asset management e in futuro si occuperà di private banking e corporate speciality finance. Il 6 giugno 2013 entra nel capitale sociale della Banzai (che edita tra l'altro Giornalettismo e Liquida).
Dal 5 marzo 2022 il Fondo Sator ha comunicato che è entrato in fase di liquidazione.

## Vicende giudiziarie
È stato rinviato a giudizio a luglio 2007 assieme a Cesare Geronzi nell'ambito del crac Parmalat per la vicenda dell'acquisto dell'azienda Ciappazzi di proprietà di Giuseppe Ciarrapico da parte di Calisto Tanzi.
Il 29 novembre 2011 il Tribunale di Parma lo condanna a 3 anni e 7 mesi per il crac Parmalat.
In data 7 giugno 2013 la Corte d'assise d'appello di Bologna conferma la condanna di primo grado a 3 anni e 7 mesi..
Nel 2015 è stata presentata inoltre alla Corte d'appello di Ancona istanza di revisione processuale sulla base di nuove prove Dopo la pronuncia del 2017, la Corte di Cassazione ha rinviato gli atti alla Corte Costituzionale, che a dicembre del 2018 dichiara illegittima la durata fissa delle pene accessorie Il 4 luglio 2019, la condanna a 3 anni e 6 mesi di reclusione viene confermata dalla Corte di Cassazione, che dispone il rinvio in Appello per le pene accessorie di 10 anni di inabilitazione dall'esercizio di impresa e 5 di interdizione dai pubblici uffici, con il potenziale beneficio della legge sull'indulto e l'assenza di conseguenze rilevanti per l'attività professionale di Matteo Arpe. Il 25 ottobre 2024 la Direzione distrettuale antimafia di Milano dà notizia dell'esecuzione di alcuni provvedimenti cautelari nell'ambito di un'indagine su numerosi accessi abusivi a varie banche dati nazionali, tra le quali quelle riservate alle Forze dell'ordine e all'INPS; fra gli indagati viene ufficiosamente indicato anche Matteo Arpe. Nel ottobre 2024 il Tribunale di Sorveglianza di Milano ha dichiarato la "riabilitazione" di Arpe, in merito filone processuale nell'ambito del crac Parmalat.